# Пруссаков, Василий Агатонович
Васи́лий Агато́нович (Агафо́нович) Пруссако́в (1854 — 24 ноября 1918) — русский архитектор, академик архитектуры Императорской Академии художеств.

## Биография
Учился в Виленской и Витебской мужских гимназиях. В 1871 году поступил в Императорскую Академию художеств в Санкт-Петербурге на архитектурное отделение.
За отличные успехи неоднократно был награждён денежными премиями: за тушованный чертёж храма Юноны, за прибор для черчения эллипсов, за модель стропил сложной конструкции. За изобретённый им особый ватерпас был награждён золотой медалью имени А. Ф. Ржевской и Н. А. Демидова с надписью «за успехи в механике». В классе проектирования он был награждён за проект Лютеранской церкви малой серебряной медалью, за проект биржи — большою серебряной медалью, инвалидного дома с церковью — малой золотой. За проект столичного окружного суда в 1881 году удостоен звания классного художника 1-й степени.
По представлении подробного отчёта практическо-художественной деятельности был допущен к конкурсу на звание академика архитектуры, которое ему и было присуждено в 1885 году за проект «зала для народных зрелищ с народной столовой».
Будучи ещё в академии, он в свободное время работал сначала в качестве чертёжника в мастерской профессора архитектуры Р. А. Гёдике, затем и на практике помощником при постройке Повивального института у Калинкина моста, при расширении Елизаветинской детской больницы и других построек. По рекомендации Гёдике самостоятельно занимался постройкой барского дома князя Гагарина в его имении на Волге. Работая на малую золотую медаль, строил лишь мелкие постройки.
В 1879 и 1880 годах был приглашаем академиком архитектуры Н. Ф. Беккером в качестве помощника для составления проектов и наблюдения за постройками, в 1882 году сотрудничал при составлении проекта рисовальной школы в Саратове с профессором архитектуры И. В. Штормом.

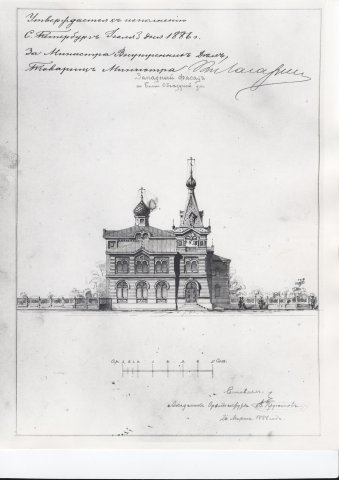
Лист проекта храма Преображения Господня в Лесном (западный фасад)

По окончании Академии художеств в 1881 году Василий Агатонович был принят в техническо-строительный комитет Министерства внутренних дел Российской империи, где исполнял всякого рода поручения, пересоставлял проекты, исправлял и проверял сметы и прочее. В 1883 году был утверждён в должности архитектора при Санкт-Петербургском Доме милосердия в отделении несовершеннолетних девочек в Лесном, где за постройку Храма Преображения Господня в 1888 году получил в награду бриллиантовый перстень из кабинета императора Александра III.
В 1884 и 1885 годах совместно с гражданским инженером-архитектором В. Г. Тургеневым перестраивал дом-особняк графа А. Д. Шереметева на набережной Невы, затем был ремонтным архитектором по всем постройкам в имении графа — Ульянке и в Санкт-Петербурге. Дальнейшая его строительная деятельность выразилась в ряде церковных построек: каменного храма в Лесном в честь Преображения Господня на Большой Объездной улице (ныне улица Орбели) д. 25, домовая церковь в Сергиевском братстве, церковь на 300 человек в имении Кантемирово близ станции Бологое, каменный храм на 1000 человек, школа и больница Санкт-Петербургской ремесленной богадельни (улица Черниговская д. 4 и 6), а также в перестройке и постройке в Петербурге 30 новых каменных домов, в том числе дома с дешёвыми квартирами и комнатами, большим залом для дешёвой столовой и духовно-нравственных бесед.
В 1885 году был утверждён штатным преподавателем по графическим работам в Институте гражданских инженеров императора Николая I, где преподавал вплоть до 1917 года.
В 1886 году стал архитектором Министерства юстиции Российской империи для решения различных вопросов по архитектурной части, а также для составления проектов, смет и для надзора за выполнением различных строительных операций ведомства. За 24 года службы в Министерстве юстиции В. А. Пруссаков составил более 150 проектов и эскизов судебных установлений для многих городов России, в том числе и для С-Петербурга. По его эскизам и проектам построено и перестроено 56 крупных зданий судебных палат с окружными судами в Одессе, Тифлисе, Харькове, Новочеркасске и в Вильне, окружных судов в Риге, Либаве, Нижнем Новгороде, Люблине, Екатеринодаре, Кутаиси, Самаре, Житомире,Виннице, Воронеже, Симферополе, Рязани, Петрокове и других городах.
Скончался 24 ноября 1918 года в Петрограде, место погребения, а также обстоятельства смерти академика В. А. Пруссакова неизвестны.
- Доходный дом А. А. Меншикова (перестройка). Невский пр., 64 — Караванная ул., 11 (1881—1882)[7]
- Особняк А. Д. Шереметева (перестройка). Кутузова наб., 4 — Шпалерная ул., 18 — Кричевский пер., 2 (1883—1885)[8]
- Особняк Коровиной (перестройка). Лиговский пр., 49 (1887)[9]
- Преображенская церковь при Доме милосердия для несовершеннолетних. Орбели ул., 25к1 (1887—1889)[10]
- Домовая церковь приюта Сергиевского братства. Фурштатская ул., 19 (1891)
- Здание школы Ремесленного о-ва. Лиговский пр., 295 (1891—1892)
- Здание фабрики счётных машин. Лодыгина пер., 4 (1892—1896)[11]
- Дом Ф. Ф. Эртеля (перестройка, расширение). Чехова ул., 4 (1896—1898)[12]
- Дом Спасо-Преображенского собора (перестройка и достройка). Рылеева ул., 3 — Артиллерийский пер., 6 (1899—1903)[13]
- Здание богадельни Ремесленного о-ва (перестройка). Черниговская ул., 5 (1900—1902)
- Доходный дом Корсаковой. Волынский пер., 4 (1901)[14]
- Доходный дом И. Ф. Смирнова (дворовый корпус и флигель). Репина ул., 30 — 2-я линия ул. ВО, 29 (1901)[15]
- Дом Спасо-Преображенского собора с залом собраний и дешёвой столовой. Артиллерийская ул., 4 (1904)[16]